# Илья-дас-Флорис (Сержипи)
Илья-дас-Флорис (порт. Ilha das Flores) — муниципалитет в Бразилии, входит в штат Сержипи. Составная часть мезорегиона Восток штата Сержипи. Входит в экономико-статистический микрорегион Проприя.